# Evangelische Kirche (Eiershausen)

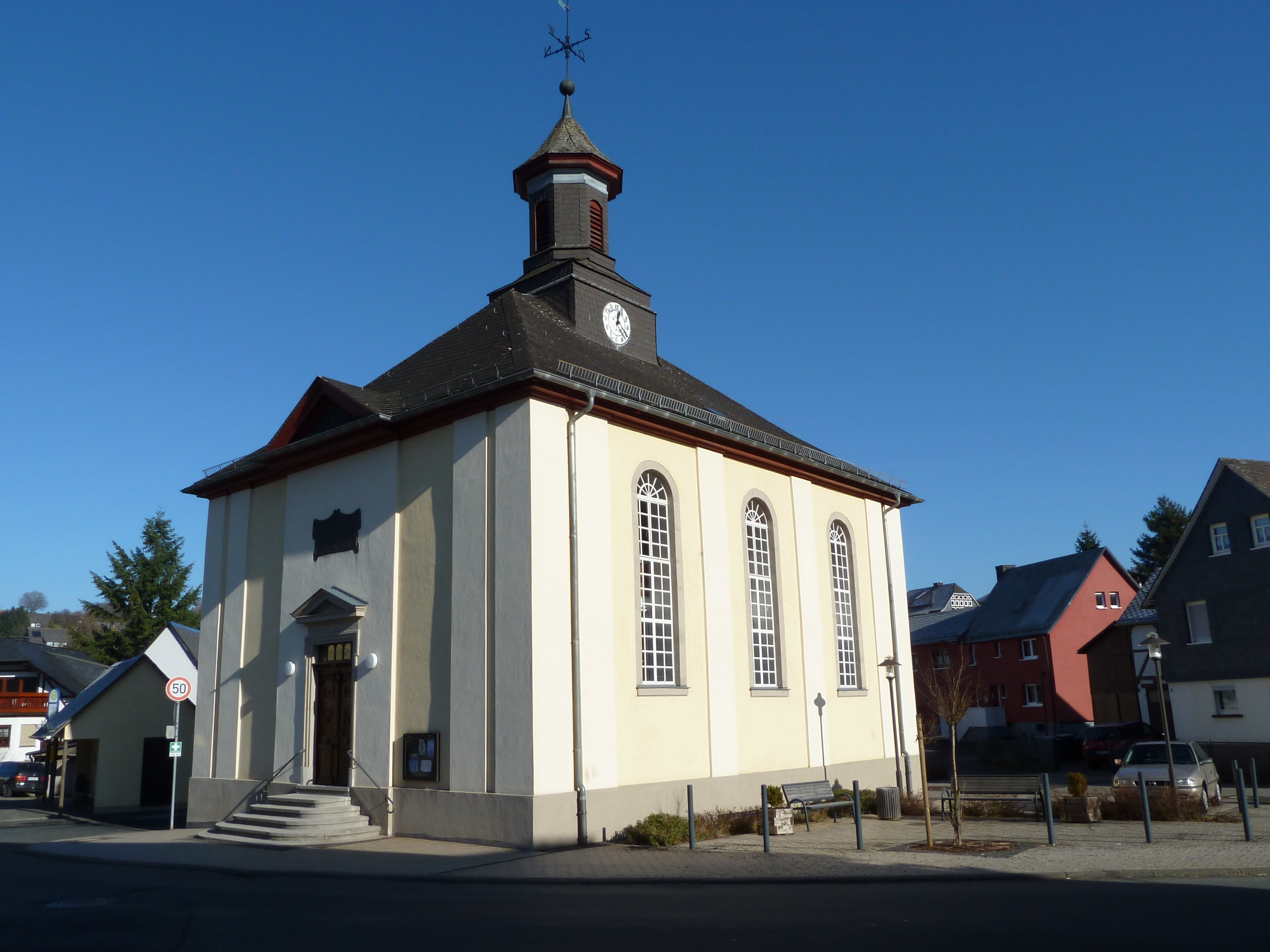
Evangelische Kirche Eiershausen

Die Evangelische Kirche Eiershausen ist ein denkmalgeschütztes Kirchengebäude, das in
Eiershausen steht, einem Ortsteil der Gemeinde Eschenburg im Lahn-Dill-Kreis (Hessen). Die Kirchengemeinde gehört zum Dekanat an der Dill in der Propstei Nord-Nassau der Evangelischen Kirche in Hessen und Nassau.

## Beschreibung
Bereits 1378 gab es eine Kapelle. Die heutige Saalkirche wurde 1824–1827 nach einem Entwurf von Eberhard Philipp Wolff gebaut. Die Wände sind mit Lisenen gegliedert, zwischen denen an den Längsseiten drei große Bogenfenster sind. An der Westseite befindet sich das mit einem Dreieckgiebel bedeckte Portal in einem flachen Risalit, der in einer Dachgaube in der Form eines Tympanons ausläuft. Über dem Portal befindet sich eine Inschrift: Heilig ist diese Stätte. Hier ist nichts anders, denn Gottes Haus und hier ist die Pforte des Himmels. Anno 1826. Das Kirchenschiff ist mit einem Walmdach gedeckt, aus dessen Mitte sich ein quadratischer Dachreiter erhebt, in dem sich nach Norden und Süden die Zifferblätter der Turmuhr befinden. Darauf sitzt eine achteckige Laterne mit Klangarkaden. Der Innenraum hat an drei Seiten Emporen. Die Orgel mit vier Registern und einem Manual wurde 1953 von der Werkstatt Förster & Nicolaus Orgelbau gebaut.